# Димитър Станишев (резбар)
Вижте пояснителната страница за други личности с името Димитър Станишев.
Димитър (Митър) Гешов Станишев е дърворезбар и зограф от Дебърската художествена школа. Творчеството му е от голямо значение за резбарството от XIX век.

## Биография
Роден е в град Крушево около 1806 година, но родът му произхожда от Тресонче, а баща му Гешо Станишев работи като резбар в Мелник и Неврокопско. Ученик и зет е на Петър Филипов, с когото работи 30 години, след това започва самостоятелна работа. Обучава в занаята брат си Антон Станишев.
Дело на Димитър Станишев са иконостасите в църквата „Благовещение Богородично“ в Прилеп (1838), в скопската църква „Света Богородица“, който е унищожен през Втората световна война от съюзническите бомбардировки. Васил Кънчов пише за него:
| „ | красив иконостас, направен до половината от хубави мраморни камъни, а от половината нагоре от орехово дълбано дърво... Резбата на горната половина от иконостаса била направена от прочутия по онова време дебърски майстор Станишев, същия, що е направил по-после крушовския иконостас, който и до днес се брои за най-красива работа от тоя род. | “ |

Станишев е автор на иконостаса в църквата „Успение Богородично“ в Печ. Върху трона на чудотворната Богородица в печката църква изрязва портрета си зад тезгяха между двама калугери и се подписва „мастор Митър“. Портретът представя млад човек с черни мустачки, в богати мияшки дрехи, със сребърен ланец на часовника и червен фес, с дълъг сив кипаникон. Димитър изрязва и красивия кивот на Свети Стефан Дечански във Високи Дечани, с много композиции от живота на краля.
Димитър Станишев е автор на иконостаса в катедралната църква „Свети Никола“ в родния си Крушево, който обаче изгаря при опожаряването на храма по време на Илинденско-Преображенското въстание в 1903 година. Негово дело са и няколко изчезнали през Първата световна война иконостаси в Битолско - този от „Успение Богородично“ в Търново, който изгаря, този от Брусник, задигнат от французите, този от Магарево, задигнат от немците и този в Маловище, който е запазен. Станишев работи и върху иконостаса на църквата в Бигорския манастир и един иконостас в Струмица.
Около 1840 година заедно с Атанас Теладур, Петър Филипов Гарката и чирака им Антон Станишев работят върху главния иконостас на църквата „Рождество Богородично“ в Рилския манастир. Станишев е силно повлиян от работата на Атанас Теладур, който е ръководител на проекта. След изрязването на рилския иконостас Димитър Станишев се отделя от Гарката и работи с брат си Антон.
Работи в Охрид, в църквата „Света Богородица Каменско“, в която в 1845 година прави иконостаса, амвона и владишкия трон. Иконостасът до апостолските икони е изработен от ортака на Станишев, който след напускането му го довършва. Станишев изработва амвона и владишкия трон за „Благовещение Богородично“ в Прилеп, иконостас на църква в Чачак и иконостас за „Свети Илия“ в Дойран, разрушена през Първата световна война. Малките иконостаси проскинари в пловдивските храмове „Света Богородица“, „Св. св. Константин и Елена“ и „Света Марина“ също са негови. В пловдивските дела на Станишеви се вижда влияние на европейските стилове. За църквата „Свети Иван Рилски“ (1848 – 1849) в Каршияка Димитър Станишев направил владишкия трон и царските двери, изгорели в 1923 година.
В 1864 година се установява с брат си в Калофер и откриват резбарска работилница и основават Калоферската резбарска школа. Двамата привличат няколко младежи за помощници. Правят иконостасите на две от калоферските църкви, които обаче изгарят в Руско-турската война (1877 – 1878).
Димитър се връща в родния си град, където, след завършването на иконостаса в „Благовещение Богородично“ в Прилеп, умира в 1866 година.

## Родословие
|                             |                             |                             |                             |                             |                             |  |  | Станиш                                  |                           |                           |                           |                           |                           |  |  |             |             |             |             |             |             |  |  |
|                             |                             |                             |                             |                             |                             |  |  |                                         |                           |                           |                           |                           |                           |  |  |             |             |             |             |             |             |  |  |
|                             |                             |                             |                             |                             |                             |  |  | Гешо Станишев (около 1780 – около 1830) |                           |                           |                           |                           |                           |  |  |             |             |             |             |             |             |  |  |
|                             |                             |                             |                             |                             |                             |  |  |                                         |                           |                           |                           |                           |                           |  |  |             |             |             |             |             |             |  |  |
|                             |                             |                             |                             |                             |                             |  |  |                                         |                           |                           |                           |                           |                           |  |  |             |             |             |             |             |             |  |  |
| Димитър Гешов (1806 – 1866) | Димитър Гешов (1806 – 1866) | Димитър Гешов (1806 – 1866) | Димитър Гешов (1806 – 1866) | Димитър Гешов (1806 – 1866) | Димитър Гешов (1806 – 1866) |  |  | Антон Гешов (1828 – 1904)               | Антон Гешов (1828 – 1904) | Антон Гешов (1828 – 1904) | Антон Гешов (1828 – 1904) | Антон Гешов (1828 – 1904) | Антон Гешов (1828 – 1904) |  |  | Петър Гешов | Петър Гешов | Петър Гешов | Петър Гешов | Петър Гешов | Петър Гешов |  |  |